# در معرض خشم
در معرض خشم (به انگلیسی: The Upside of Anger) فیلمی محصول سال ۲۰۰۵ و به کارگردانی مایک بایندر است. در این فیلم بازیگرانی همچون جوآن آلن، کوین کاستنر، اریکا کریستنسن، ایوان ریچل وود، کری راسل، آلیشیا ویت، مایک بایندر، دنی وب، سوزانه بریتیش، دیوید فیرث، استیفن گریف ایفای نقش کرده‌اند.

## خلاصه
تری در لحظه ای که اصلاً انتظارش را ندارد ازسوی شوهرش ترک می شود. این اتفاق باعث می شود تا او به الکل پناه ببرد. در همسایگی آنها دنی دیویس زندگی می کند که قبلاً بازیگر مشهور بیس بال بوده و بنا به دلایلی ورزش را رها کرده و در یک ایستگاه رادیویی مجری گری می کند. او نیز تنها و الکلی است و این نقاط مشترک باعث می شود که تری و دنی به زودی با هم احساس نزدیکی کنند...